# Éthylate de titane
L’éthylate de titane est un composé chimique de formule Ti(OCH2CH3)4, parfois abrégée Ti(OEt)4, où Et représente un groupe éthyle −CH2CH3. Lorsqu'il est parfaitement pur, il se présente sous la forme d'un solide cristallin blanc qui fond vers 40 °C, mais est généralement distribué sous la forme d'un liquide visqueux tirant sur le jaune peut-être dû à un état de surfusion ou à une contamination par des produits d'hydrolyse. Le solide présente une structure cristalline appartenant au système monoclinique avec le groupe d'espace C2/c (no 15). Les molécules Ti(OEt)4 forment des tétramères dans lesquels les atomes de titane sont coordonnés de manière octaédrique, tandis que les atomes d'oxygène des groupes éthylate −OCH2CH3 peuvent se coordonner à un, deux ou trois atomes de titane, avec des liaisons Ti−O de longueur variable selon ces trois cas et formant deux types de centres Ti(IV) selon la géométrie des groupes éthylate coordonnés. Il existe également des structures trimériques en phase liquide et en solution,,,.

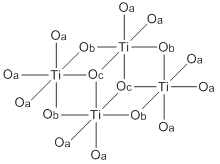
Tétramère de Ti(OEt)4 où Oa, Ob et Oc indiquent les groupes éthylate liés à 1, 2 ou 3 centres Ti(IV).

On peut obtenir l'éthylate de titane en traitant le tétrachlorure de titane TiCl4 avec de l'éthanol EtOH en présence d'une amine, telle que la triéthylamine Et3N :
TiCl4 + 4 EtOH + 4 Et3N ⟶ Ti(OEt)4 + 4 Et3NHCl.
L'éthylate s'hydrolyse dans l'eau en donnant de l'acide titanique H4TiO4 et est soluble dans le toluène et l'acétone.
Ti(OC2H5)4 + 4 H2O ⟶ Ti(OH)4 + 4 C2H5OH.